# Aleksandr Petrov (hockeista su ghiaccio)
Aleksandr Petrov (Püssi, 25 maggio 1983) è un ex hockeista su ghiaccio estone, di ruolo attaccante.

## Carriera

### Club
Petrov si mise in luce nel suo paese molto giovane, tanto da esordire nel massimo campionato estone non ancora sedicenne tra le file del Kohtla-Järve Central. 
Nel 2001 si trasferì per la prima volta all'estero, all'HK Spartak San Pietroburgo, nella seconda serie russa, ma poi tornò al Kohtla-Järve Central dopo una stagione. Nel 2003-04 giocò invece con il Metalurgs Liepaja, squadra lettone, con cui disputò il campionato nazionale e la Eastern European Hockey League.
Nel 2004 si trasferì in Finlandia, all'HC Salamat, che all'epoca disputò la Mestis (seconda serie).
A partire dalla stagione successiva giocò stabilmente in Italia, dapprima in serie A2 e poi - dal 2009-2010 - in Serie A, con l'HC Valpellice, ed in seguito, dal 2010, nuovamente in A2 con il Real Torino HC. Dal 2011 si trasferì in Francia presso i Montpellier Vipers. Dopo una stagione in Francia passò nella seconda serie norvegese, con la maglia del Kongsvinger, con i quali trascorse due stagioni.
Nell'estate del 2014, dopo aver ottenuto la cittadinanza italiana, Petrov fece ritorno in Serie A dove fu ingaggiato dall'Hockey Milano Rossoblu. La decisione della squadra meneghina di rinunciare alla massima serie spinse Petrov a tornare al Valpellice, con cui vinse la Coppa Italia 2015-2016. Al termine della stagione lasciò la squadra piemontese per fare ritorno all'Hockey Milano Rossoblu, nella serie cadetta. Rimase a Milano per tre stagioni, nell'ultima delle quali la squadra disputò l'Alps Hockey League. Quando la squadra decise di ripartire dalla terza serie, Petrov trovò l'accordo con la ValpEagle.
L'esperienza è durata una sola stagione: nel 2020-2021 ha fatto ritorno a Milano, ai Milano Bears.

### Nazionale
Petrov, prima ancora di compiere i diciotto anni, entrò a far parte della Nazionale maggiore estone, tanto da disputare, nel 2001, tre campionati del mondo: quello seniores (in Prima Divisione), quello Under-20 (in Seconda Divisione) e quello Under-18 (in Seconda Divisione). Da allora disputò tutte le edizioni del campionato del mondo fino al 2012, venendo anche scelto come miglior attaccante al torneo di Seconda Divisione - Gruppo A 2009.

## Palmarès

### Club
- Coppa Italia: 2

Valpellice: 2015-2016
Milano Rossoblu: 2016-2017

### Nazionale
- Campionato mondiale di hockey su ghiaccio - Seconda Divisione: 3

Sudafrica 2002, Estonia 2010, Islanda 2012

### Individuale
- Capocannoniere della 1. divisjon: 1

2013-2014 (69 punti)
- Capocannoniere del Campionato mondiale di hockey su ghiaccio - Seconda Divisione: 1

Serbia 2009 (19 punti)
- Maggior numero di reti del Campionato mondiale di hockey su ghiaccio - Seconda Divisione: 1

Serbia 2009 (9 reti)
- Miglior attaccante del Campionato mondiale di hockey su ghiaccio - Seconda Divisione: 2

Serbia 2009, Islanda 2012